# Надеждино (село, городской округ Истра)
Надеждино — село (до 2018 года — деревня) в Новопетровском сельском поселении Истринского района Московской области. Население — 20 чел. (2010).
Находится примерно в 30 км от северо-западнее Истры, в полукилометре севернее Новорижское шоссе, высота над уровнем моря 273 м. Ближайшие населённые пункты — в 1,5—2 км: на севере — Деньково, далее, по часовой стрелке Антоновка, Устиново, Гомово, Гребеньки, Давыдково.
Входило в Деньковский сельский округ. В ОКТМО обозначено как "Пояснение: сельское поселение Новопетровское вблизи с д Гомово".

## Население
| 2002 | 2006 | 2010 |
| ---- | ---- | ---- |
| 27   | ↘24  | ↘20  |